# Blek pokalmurkla
Blek pokalmurkla (Helvella costifera) är en svampart som beskrevs av Nannf. 1953. Blek pokalmurkla ingår i släktet Helvella och familjen Helvellaceae.  Arten är reproducerande i Sverige. Inga underarter finns listade i Catalogue of Life.